# 梁齋文
梁齋文（1826年—1910年），字玉楨，河北省寧遠縣人，據傳為八卦掌董海川秘傳弟子。
梁齋文自幼拜董海川為師，在董海川創八卦掌之前就成為其弟子。曾任嘉峪關鎮守，後調任北京任道台直到過世。在董海川死後，他並沒有列名在其弟子之中。其掌法獨樹一格，稱為反勢掌。弟子有蘇孟春一人，在河北石家莊處教拳。劉振麟曾經跟他學拳三年，稱他為師爺，也學到了反勢掌。